# Північно-Керченське газове родовище
Північно-Керченське газове родовище — належить до Індоло-Кубанської нафтогазоносної області Південного нафтогазоносногу регіону України.

## Опис
Розташоване в південній частині акваторії Азовського моря  на відстані 30 км на північ від м. Керчі.
Тектонічна диспозиція в півн. смузі Булганацько-Фонталівської зони піднять у центральній частині Індоло-Кубанського прогину.
Північно-Керченська структура виявлена сейсмічними дослідженнями МСГТ у 1975 р. по відбиваючому горизонту Ia, що належить до покрівлі майкопської серії. Північно-Керченське підняття брахіантикліналь північно-східного простягання 8,5х6 м, висотою близько 500 м. У 1976 р. на піднятті пробурена свердловина №1, яка при вибої 2480 м розкрила верхню частину середньомайкопських відкладів. У розрізі середнього міоцену (інтервал 670-1230 м) виділено чотири пласти-колекори. При випробуванні горизонту N-IV (інтервал 1205-1230 м) отримано приплив газу 61,4 тис. м³/добу через діафрагму діаметром 10 мм при буферному тиску 4,2 і затрубному — 4,5 МПа. Абсолютно вільний дебіт газу сягав 69,9 тис. м³/добу.
Родовище прийняте на Державний баланс у 1976 р. Запаси остаточно не підраховувались. Початкові видобувні запаси категорій А+В+С1 = 1340 млн. м³.
Продуктивний горизонт представлений глинами з прошарками пісковиків та піскуватих органогенно-детритових вапняків потужністю 2-3 м. Колектор тріщинно-порового типу представлений вапняками і пісковиками. Вищезалягаючі горизонти N-I, N-II та N-III складені глинами з поодинокими прошарками пісковиків та алевролітів потужністю до 2 м. Їх газоносність прогнозується за матеріалами ГДС. Поклад газу пластовий склепінний. Режим його водонапірний.
Родовище не завершене розвідкою і знаходиться в консервації. Необхідно провести його дорозвідку і промислово-дослідну експлуатацію.